# تحصیلات اجباری

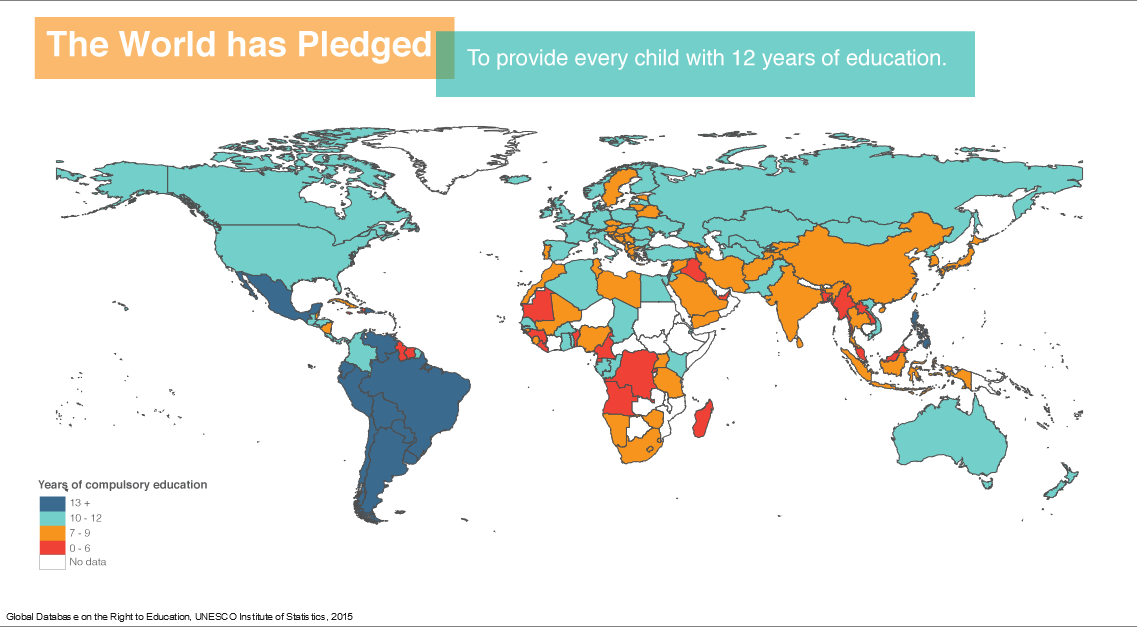
سال‌های تحصیل اجباری (یونسکو)
10–12
7–9
0–6
No data

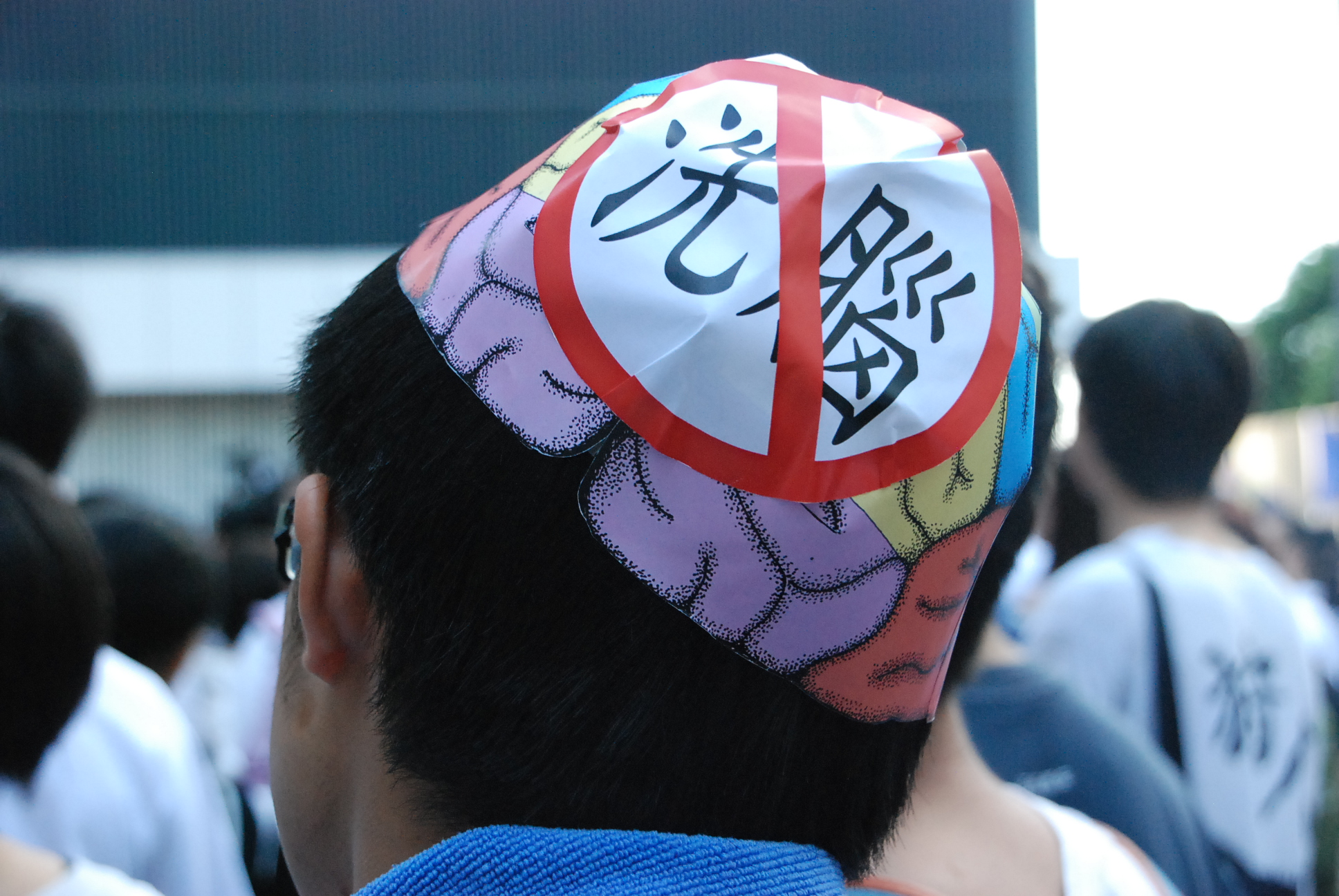
تلقین در کلاس ، درج محتوای سیاسی در مطالب مطالعه یا معلمانی که از نقش خود برای تلقین دانش آموزان سو abuse استفاده می کنند ، مغایر اهداف آموزش و پرورش است که بدنبال آزادی اندیشه و تفکر انتقادی است.

تحصیلات اجباری به دوره‌ای از تحصیل گفته می‌شود که مورد نیاز همه مردم است و از طرف دولت تحمیل می‌شود. بسته به کشور، این آموزش ممکن است در یک مدرسه قابل استناد (مدرسه‌ای) یا در خانه (تحصیل در خانه) انجام شود. «تحصیلات اجباری با حضور در دوره‌های اجباری متفاوت است، به این معنی که والدین موظفند فرزندان خود را به مدرسه خاصی بفرستند. آموزش اجباری هم شامل وظیفه‌ای است که قانون بر عهده والدین می‌گذارد تا ببینند فرزندانشان آموزش می‌بینند و هم حق تحصیل هر فرزندی را به عهده دارد.»
میثاق بین‌المللی حقوق اقتصادی، اجتماعی و فرهنگی در طی چند سال معقول، اصل آموزش اجباری برای همه رایگان است.

## جدول زمانی معرفی تحصیلات اجباری

### دهه ۱۷۰۰
- ۱۷۳۹:  دانمارک[۳]
- ۱۷۶۳:  پادشاهی پروس[۴]
- ۱۷۷۴:  اتریش

### دهه ۲۰۰۰
- ۲۰۰۰:  سنگاپور[۵]
- ۲۰۰۱:  افغانستان (برای زنان مجدداً معرفی شد)،[۶]  موریتانی[۷]
- ۲۰۰۳:  لیبریا،[۸]  مالزی،[۹]  سیرالئون[۱۰]
- ۲۰۰۵:  بحرین[۱۱]
- ۲۰۰۷:  برونئی[۱۲]
- ۲۰۰۸:  اوگاندا[۱۳]
- ۲۰۰۹:  کنتیکت (جرم جنایی قابل اجرا، قبل از سال ۲۰۰۹ غیرقابل اجرا)
- ۲۰۱۰:  لسوتو[۱۴]

### کشورهایی که تحصیلات اجباری ندارند
- بوتان (کشور)[۱۵]
- عمان[۱۶]
- پاپوآ گینه نو[۱۷]
- جزایر سلیمان[۱۸]
- واتیکان

## برای مطالعهٔ بیشتر
- Coleman, J. S. , et al. (1966). Equality of Educational Opportunity. Washington: U.S. Government Printing Office.
- Gardner, Richard (1871). An address on compulsory education: given before the Church of England School Teachers' Association for West Kent, February 11, 1871 . Tonbridge: Richard Gardner.
- Paglayan, A. (2020). "The Non-Democratic Roots of Mass Education: Evidence from 200 Years." American Political Science Review.
- Van Horn Melton, J. (1988). Absolutism and the Eighteenth-Century Origins of Compulsory Schooling in Prussia and Austria Cambridge: Cambridge University Press.
- White, John (1876). "The Laws on Compulsory Education," The Fortnightly Review, Vol. XXV, pp. 897–918